# بیتس استودیوز
بیتس استودیوز (انگلیسی: Bits Studios) شرکت بازی ویدئویی بریتانیایی است، که در سال ۱۹۹۰ تأسیس شد.